# عثمان خليل عثمان
عثمان خليل عثمان خبير دستوري مصري. ساهم في إعداد الدستور الكويتي، وكان خبيرًا دستوريًّا لمجلس الأمة الكويتي.
ولد الدكتور عثمان خليل عثمان في بلدة الحواتكة بمركز منفلوط، محافظة أسيوط. ثم التحق بمدرسة الحقوق ونال منها شهادة الليسانس مع مرتبة الشرف سنة 1924. وعين معيدا بكلية الحقوق جامعة فؤاد الأول (القاهرة حاليا) ونال ماجستير ثم الدكتوراه من نفس الجامعة عام 1937. سافر إلى فرنسا والتحق بالسوربون، لكنه عاد بعد اندلاع الحرب العالمية الثانية. وظل يمارس تعليم القانون الدستوري والإداري
ورُقيَ في مراتب العمل الجامعي وكان أول عميد لكلية الحقوق في جامعة عين شمس، واختير عضوا بلجنة الدستور التي شكلتها الثورة في سنة 1952، وفي 1961 انتدب إلى الكويت وشارك في إعداد الدستور الكويتي.

## مؤلفاته
- القانون الدستوري عبارة عن ثلاث مجلدات، الكتاب الأول في المبادئ الدستورية العامة، والكتاب الثاني في النظام الدستوري المصري، والثالث أيضًا في الدستور المصري، وجميعها صدرت عام 1956.[4]
- التنظيم الإداري في الدول العربية الصادر، 1957.[5]
- المبادئ الدستورية العامة، 1943.[6]
- القانون الإداري وهو في مجلدين صدر في 1950.[7]
- مجلس الدولة ورقابة القضاء لأعمال الإدارة: دراسة مقارنة، 1962.[8]